# Dustin Moskovitz
Dustin Aaron Moskovitz, né le 22 mai 1984 à Gainesville dans l'État de Floride, est un chef d'entreprise américain. Il participe à la création du réseau social Facebook en mars 2004, puis crée sa société en 2008, Asana. Il est l'un des plus jeunes milliardaires du monde.

## Biographie
Né dans une famille juive, il étudie à l'université Harvard. Il cofonde le réseau social Facebook avec ses camarades de classe Mark Zuckerberg, Eduardo Saverin, Andrew McCollum et Chris Hughes en mars 2004.
Parti de Harvard avant d'avoir obtenu son diplôme, il quitte Facebook en 2008 pour cofonder Asana, une société de logiciels de gestion de projets.
En 2011, il crée avec sa femme, Cari Tuna, journaliste américaine au Wall Street Journal, Good Ventures, un fonds destiné aux causes humanitaires. En septembre 2016, le couple annonce qu'ils vont faire un don de 20 millions de dollars au profit de la campagne présidentielle de la candidate démocrate Hillary Clinton.
Avec 10,8 milliards de dollars américains en 2016, il est classé par le site Forbes en 124e position des milliardaires.

## Philanthropie

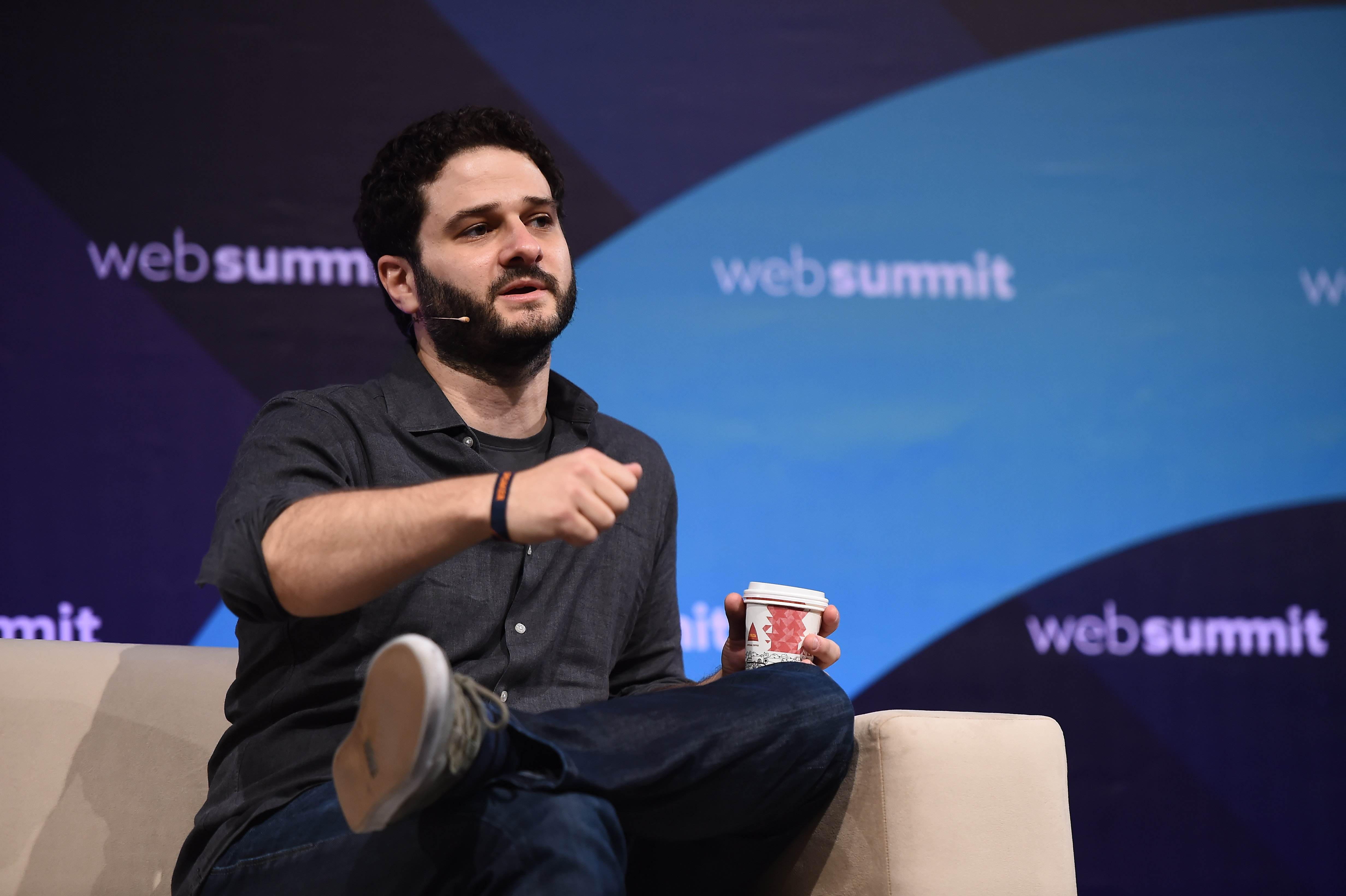
Dustin Moskovitz sur la scène « SaaS Monster Stage » lors du jour d'ouverture du Web Summit 2017.

Moskovitz a cofondé l'organisation philanthropique Good Ventures avec sa femme Cari Tuna en 2011. En juin 2012, Good Ventures a annoncé le partenariat étroit avec l'évaluateur de charité GiveWell. Les deux organisations « ont pour objectif de faire autant de bien que possible » et ainsi s'aligner avec les objectifs de l'altruisme efficace,.
La collaboration conjointe avec GiveWell a conduit à un spin-off appelé l'Open Philanthropy, dont le but est de trouver la meilleure façon possible d'utiliser de grosses sommes d'argent (en commençant par la fortune de plusieurs milliards de dollars de Moskovitz) pour le plus grand bien,,.
Moskovitz et Tuna font partie des plus jeunes couples à signer le Giving Pledge de Bill Gates et Warren Buffett, qui engage les signataires à consacrer une partie importante de leur fortune à la philanthropie.